# Nakajima E8N
Chiếc Nakajima E8N là một kiểu thủy phi cơ trinh sát Nhật Bản được phóng lên bằng máy phóng từ tàu chiến từng tham gia Chiến tranh Trung-Nhật. Nó là kiểu máy bay hai tầng cánh một động cơ hai chỗ ngồi với phao nổi chính ở trung tâm và các phao phụ dưới cánh. Trong Chiến tranh Thái Bình Dương, phe Đồng Minh đặt tên mã cho nó là "Dave".

## Thiết kế và phát triển
Chiếc E8N được thiết kế nhằm thay thế kiểu E4N của cùng công ty và là một sự phát triển đáng kể so với kiểu trước với cải tiến diện tích cánh nhỏ và đuôi được nâng cao. Có bảy chiếc nguyên mẫu được chế tạo dưới tên gọi nội bộ công ty là MS, và nó bay chuyến bay đầu tiên vào tháng 3 năm 1934. Nó được đưa ra bay thử nghiệm cạnh tranh cùng các thiết kế của Aichi và Kawanishi.

## Lịch sử hoạt động
Kiểu MS bắt đầu được đưa vào sản xuất dưới tên gọi Thủy phi cơ Trinh sát Hải quân Loại 95 Kiểu 1 vào tháng 10 năm 1935. Đã có tổng cộng 755 chiếc E8N được sản xuất bởi Nakajima và Kawanishi cho đến năm 1940. Nó sau đó được bố trí đến mọi chiếc chiến hạm chủ lực đang hoạt động, mười sáu tàu tuần dương và năm tàu chở thủy phi cơ.
Nó hoạt động khá thành công trong Chiến tranh Trung-Nhật không chỉ trong vai trò trinh sát mà còn trong vai trò ném bom bổ nhào và chỉ điểm cho pháo binh. Một số máy bay vẫn còn đang hoạt động trong các hạm đội vào lúc Chiến tranh Thái Bình Dương nổ ra nhưng chúng nhanh chóng được thay thế bằng các máy bay hiện đại hơn như Aichi E13A và Mitsubishi F1M, và đưa về hoạt động ở tuyến sau.

## Các phiên bản
E8N1
Phiên bản sản xuất đầu tiên, trang bị động cơ Nakajima Kotobuki 2 Kai 1 433 kW (580 mã lực).
E8N2
Phiên bản cải tiến, với động cơ Nakajima Kotobuki Kai 2 mạnh hơn (470 kW/630 mã lực).

## Các nước sử dụng
Nhật Bản
- Hải quân Đế quốc Nhật Bản

## Đặc điểm kỹ thuật (E8N2)
Tham khảo:

### Đặc tính chung
- Đội bay: 2 người
- Chiều dài: 8,81 m (28 ft 11 in)
- Sải cánh: 10,98 m (36 ft 0 in)
- Chiều cao: 3,84 m (12 ft 7 in)
- Diện tích bề mặt cánh: 26,5 m² (285,14 ft²)
- Lực nâng của cánh: 71,7 kg/m² (14,66 lb/ft²)
- Trọng lượng không tải: 1.320 kg (2.904 lb)
- Trọng lượng cất cánh tối đa: 1.900 kg (4.180 lb)
- Động cơ: 1 x động cơ Nakajima Kotobuki-2 KAI-2 9 xy lanh bố trí hình tròn, công suất 630 mã lực (470 kW)

### Đặc tính bay
- Tốc độ lớn nhất: 301 km/h (162 knot, 186 mph)
- Tốc độ bay đường trường: 186 km/h (100 knots, 115 mph)
- Tầm bay tối đa: 904 km (485 nm, 558 mi)
- Trần bay: 7.270 m (23.845 ft)
- Tốc độ lên cao: 7,67 m/s (1.510 ft/min)

### Vũ khí
- 2 x súng máy 7,7 mm
- 2 x bom 30 kg (66 lb)

## Nội dung liên quan

### Máy bay tương tự
- Fairey Seafox

### Trình tự thiết kế
E5K/E5Y - E6Y - E7K - E8A/E8K/E8N - E9W - E10A/E10K - E11A/E11K

### Danh sách liên quan
- Danh sách máy bay quân sự giữa hai cuộc chiến tranh thế giới
- Danh sách máy bay trong Chiến tranh Thế giới II
- Danh sách máy bay chiến đấu
- Danh sách máy bay quân sự Nhật Bản